# Mzuzu Airport
Mzuzu Airport är en flygplats i Malawi. Den ligger i den norra delen av landet, i Mzuzus centrum. Mzuzu Airport ligger 1 254 meter över havet.
Terrängen runt Mzuzu Airport är platt åt nordväst, men åt sydost är den kuperad. Runt Mzuzu Airport är det huvudsakligen tät bebyggd.